# Bele
Bele ist ein weiblicher Vorname und ein türkischer Familienname.

## Herkunft und Bedeutung
Der weibliche Vorname Bele ist eine Kurzform des Vornamen Gabriele.

## Namensträgerinnen
- Bele Bachem (1916–2005; eigentlich Renate Gabriele Böhmer), deutsche Malerin, Grafikerin, Buchillustratorin, Bühnenbildnerin und Schriftstellerin

## Familienname
- Lukhanyo Bele (* 1982), südafrikanischer Schauspieler
- Refet Bele (1881–1963), türkischer Soldat und Politiker
- Robert Bele (* 1990), österreichischer Hockeyspieler, -jugendtrainer und -manager